# جائزة سويسرا الكبرى 1953
جائزة سويسرا الكبرى 1953 هو سباق فورمولا 1 أقيم بتاريخ 23 أغسطس 1953 في برن، سويسرا. كان الثامن من أصل 9 في بطولة العالم لسباقات الفورمولا واحد موسم 1953. حلّ الإيطالي البرتو اسكاري أولا بينما جاء الإيطالي جوزيبي فارينا في المركز الثاني وحصل على المركز الثالث البريطاني مايك هاوثورن.